# Rubén Darío
Rubén Darío, vlastním jménem Félix Rubén García Sarmiento, (18. ledna 1867 Metapa, dnes Ciudad Darío, Nikaragua – 6. února 1916 León, Nikaragua) byl nikaragujský básník, diplomat a novinář; iniciátor a čelný představitel modernismu (hnutí modernismo) ve španělskojazyčné literatuře, který ovlivnil především španělskou Generaci 98; autor básnických sbírek Prosas profanas y otros poemas (1901), Cantos de vida y esperanza (1905) a El canto errante (1907).

## Život
Publikoval již od čtrnácti let. V roce 1886 opustil Nikaraguu a začal cestovat. Na čas se usadil v Chile, kde v roce 1888 publikoval své první velké dílo, sbírku povídek Azul. Byl v ní ovlivněn parnasismem, ale řada jeho fantastických povídek (a později takových v jeho tvorbě přibývalo, ačkoli již žádné povídky nevydal knižně) již předznamenávala jihoamerický magický realismus.
V roce 1893 se stal kolumbijským konzulem v Buenos Aires. Zde vydal další významné dílo, sbírku Prosas profanas y otros poemas (1896), která tentokrát reagovala na francouzský symbolismus. V roce 1898 se stal evropským dopisovatelem buenosaireských novin La Nación. Sídlil v Paříži a na Mallorce, ale hodně cestoval i po jiných evropských zemích, delší čas pobýval zejména v Itálii. Porážka Španělska ve válce se Spojenými státy v roce 1898 ho přivedla k mnohem většímu zájmu o politiku. Stal se velkým propagátorem solidarity všech španělsky mluvících národů. Tento zlom se dobře odráží v jeho sbírce Cantos de vida y esperanza (1905). V roce 1907 jmenován nikaragujským velvyslancem v Paříži.
Po vypuknutí první světové války v roce 1914 opustil Evropu. Byl nemocný a neměl dostatek prostředků. Ty se rozhodl získat přednáškovým turné po Severní Americe, ale v New Yorku dostal zápal plic a musel se vrátit do vlasti. Krátce poté zemřel.
Jeho roli ve španělskojazyčné literatuře popsal literární teoretik Ángel Rama slovy: „je to on, kdo rozděluje vody: před Daríem, po Daríovi.“

### Fotogalerie

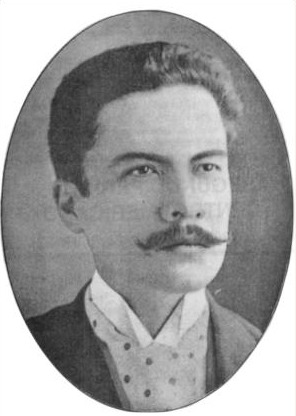
Ruben Dario v Chile
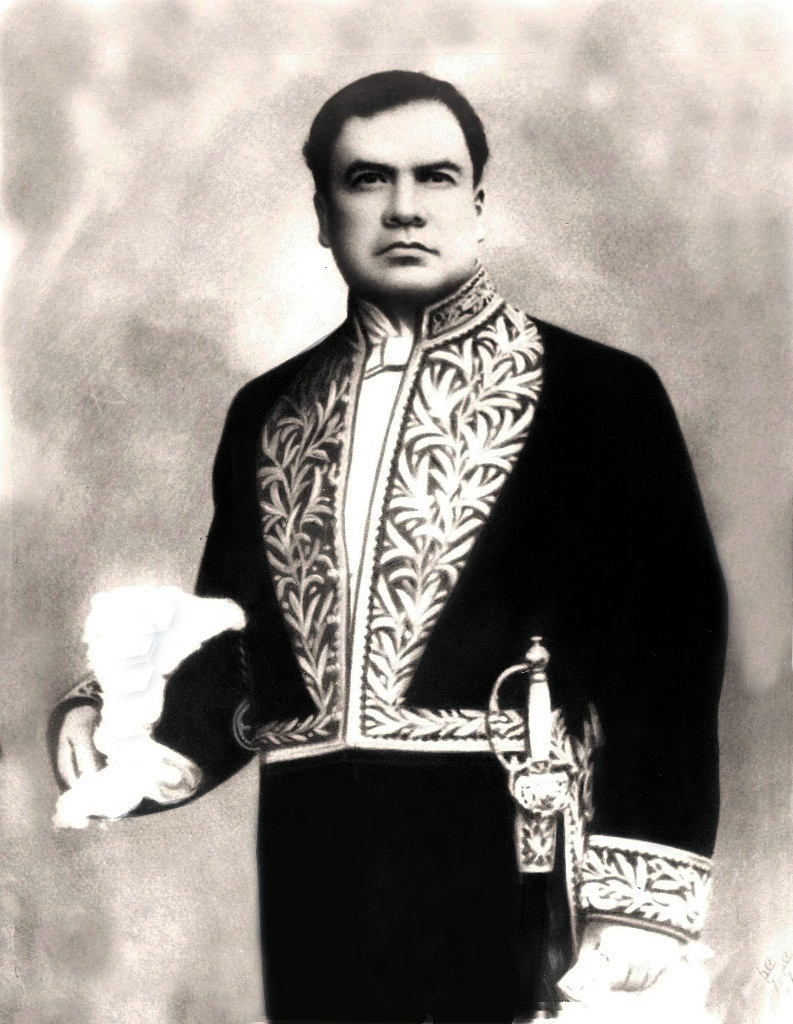
Rubén Darío diplomat
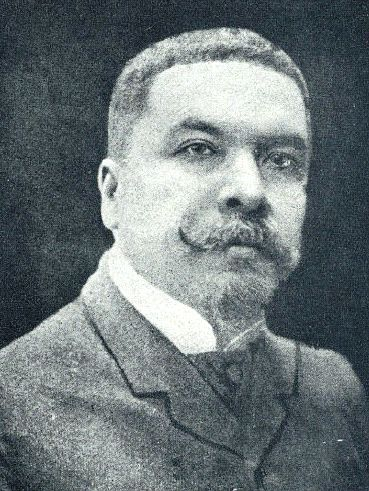
Rubén Darío (1912)
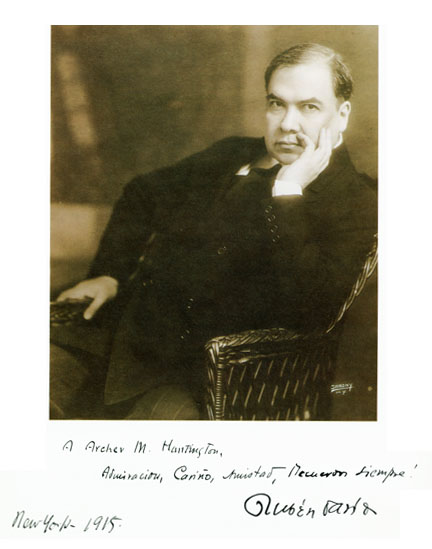
Rubén Darío (1915)
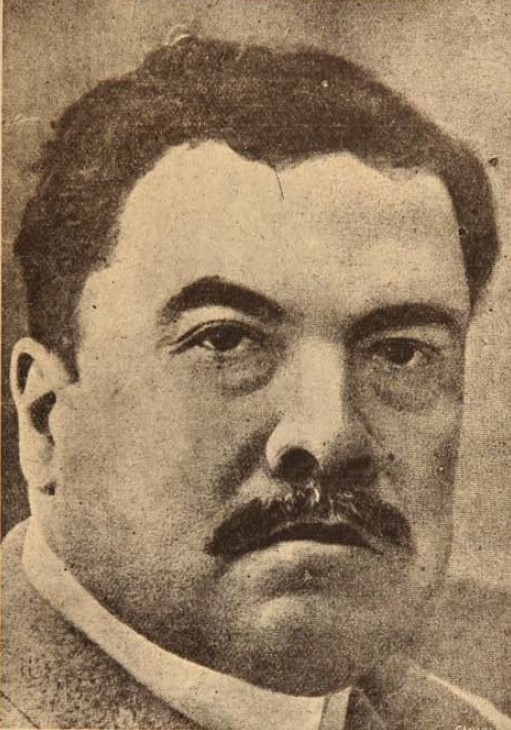
Rubén Darío (1916)

### V češtině
- Bílé holubice a hnědé volavky, in: 1000 nejkrásnějších novel... č. 68, úvod František Sekanina, ze sbírky Azul přeložil Otakar Jindřich Janota, s. 93–100. Praha: J. R. Vilímek, 1914
- Zpěvy života a naděje, SNKLHU 1963 (překlad Ivan Slavík)

- Toulavý zpěv, Praha, Mladá fronta, edice Květy poezie 1979 (překlad Václav Suchý)
- Rozklenout srázné, Olomouc, Votobia, 1993 (překlad I. Slavík)
- Kentaurovy slzy a jiné povídky, Volvox Globator 2019 (přeložili Kateřina Bělehrádková, Eva Čechová, Veronika Dvořáková, Adam Jelšík, Pavlína Juračková, Tereza Kalkusová, Hana Kopuletá, Anna Melicharová, Eva Merhautová, Michal Penc, Veronika Sochorová, Veronika Stašová)